# تپه گورستان باغ رحمان درمور
تپه قبرستان باغ رحمان درمور در شهرستان پاوه، بخش مرکزی، روستای درمور واقع شده و این اثر در تاریخ ۱۱ مرداد ۱۳۸۴ با شمارهٔ ثبت ۱۲۴۷۲ به‌عنوان یکی از آثار ملی ایران به ثبت رسیده است.